# Olympische Winterspiele 1968/Rennrodeln
Bei den X. Olympischen Winterspielen 1968 in Grenoble fanden drei Wettbewerbe im Rennrodeln statt. Die Naturbahn in Villard-de-Lans war genau 1000 Meter lang, hatte 14 Kurven und überwand eine Höhendifferenz von 110 Metern. Alle Wettbewerbe mussten wegen warmer Temperaturen mehrmals verschoben oder gar verkürzt werden.

## Bilanz

### Medaillenspiegel
| Platz | Land           | Gold | Silber | Bronze | Gesamt |
| ----- | -------------- | ---- | ------ | ------ | ------ |
| 1     | DDR            | 1    | 1      | 1      | 3      |
| 2     | Österreich     | 1    | 1      | –      | 2      |
| 3     | Italien        | 1    | –      | –      | 1      |
| 4     | BR Deutschland | –    | 1      | 2      | 3      |

### Medaillengewinner
| Konkurrenz       | Gold                                 | Silber                      | Bronze                           |
| ---------------- | ------------------------------------ | --------------------------- | -------------------------------- |
| Einsitzer Männer | Manfred Schmid                       | Thomas Köhler               | Klaus-Michael Bonsack            |
| Einsitzer Frauen | Erika Lechner                        | Christa Schmuck             | Angelika Dünhaupt                |
| Doppelsitzer     | Klaus-Michael Bonsack, Thomas Köhler | Manfred Schmid, Ewald Walch | Wolfgang Winkler, Fritz Nachmann |

## Ergebnisse
(alle Laufzeiten in Sekunden, Gesamtzeiten in min)

### Einsitzer Männer
Olympiasieger 1964: Thomas Köhler (GDR/EUA).

| Platz | Land | Sportler              | 1. Lauf | 2. Lauf | 3. Lauf | Gesamt  |
| ----- | ---- | --------------------- | ------- | ------- | ------- | ------- |
| 1     | AUT  | Manfred Schmid        | 57,16   | 57,73   | 57,59   | 2:52,48 |
| 2     | DDR  | Thomas Köhler         | 57,68   | 57,47   | 57,51   | 2:52,66 |
| 3     | DDR  | Klaus-Michael Bonsack | 57,90   | 57,63   | 57,80   | 2:53,33 |
| 4     | POL  | Zbigniew Gawior       | 57,55   | 58,35   | 57,61   | 2:53,51 |
| 5     | AUT  | Josef Feistmantl      | 57,78   | 58,06   | 57,73   | 2:53,57 |
| 6     | FRG  | Hans Plenk            | 57,30   | 58,37   | 58,00   | 2:53,67 |
| 7     | DDR  | Horst Hörnlein        | 57,49   | 58,04   | 58,57   | 2:54,10 |
| 8     | POL  | Jerzy Wojnar          | 58,16   | 58,36   | 58,08   | 2:54,62 |
| 9     | FRG  | Leonhard Nagenrauft   | 57,87   | 58,45   | 58,39   | 2:54,71 |
| 10    | ITA  | Emilio Lechner        | 57,94   | 58,63   | 58,53   | 2:55,10 |
| 11    | FRG  | Wolfgang Winkler      | 58,08   | 58,86   | 58,41   | 2:55,35 |
| 12    | ITA  | Giovanni Graber       | 58,09   | 58,59   | 58,88   | 2:55,56 |
|       |      |                       |         |         |         |         |
| 14    | AUT  | Helmut Thaler         | 58,42   | 59,03   | 58,60   | 2:56,05 |
| 16    | ITA  | Siegfried Mair        | 58,22   | 59,51   | 58,45   | 2:56,18 |
| 17    | FRG  | Fritz Nachmann        | 58,54   | 59,05   | 58,82   | 2:56,41 |
| 18    | ITA  | Raimondo Prinoth      | 58,80   | 59,16   | 58,89   | 2:56,85 |
| 36    | LIE  | Werner Sele           | 60,92   | 61,27   | 61,69   | 3:03,88 |
| 41    | LIE  | Simon Beck            | 63,52   | 64,54   | 63,59   | 3:11,65 |

1. und 2. Lauf: 11. Februar 1968, 07:00 Uhr

3. Lauf: 13. Februar 1968, 08:00 Uhr
50 Teilnehmer aus 14 Ländern, 47 davon in der Wertung. Ausgeschieden: Peter Kretauer (AUT), Julius Schädler (LIE), Wolfgang Scheidel (GDR).
Der ursprüngliche Zeitplan lautete wie folgt: Erster und zweiter Lauf am 8. Februar, dritter Lauf am 10. Februar, vierter Lauf am 12. Februar.

Nach den ersten beiden Läufen gab es für den 12. Februar erneut eine Absage. Schmid führte vor Köhler, Hörnlein, Bonsack, Plenk, Feistmantl, Gawior, Nagenrauft, Wojnar und Lechner; Thaler lag auf Rang 14. Der vierte Lauf war für den 14. Februar angesetzt, doch die Bahn war wegen der Wärmegrade viel zu weich. Am 15. Februar gab es nach einer zweieinhalbstündigen Sitzung des Exekutivkomitees des Internationalen Rodelverbandes den Beschluss, dass sowohl bei den Damen als auch Herren  der vierte Lauf unterbleibt. Manfred Schmid hatte nur im ersten Lauf Bestzeit erzielt.

### Einsitzer Frauen
Olympiasiegerin 1964 und Weltmeisterin 1967: Ortrun Enderlein (GDR/EUA).

| Platz | Land | Sportlerin        | 1. Lauf | 2. Lauf | 3. Lauf | Gesamt  |
| ----- | ---- | ----------------- | ------- | ------- | ------- | ------- |
| 1     | ITA  | Erika Lechner     | 48,76   | 49,39   | 50,51   | 2:28,66 |
| 2     | FRG  | Christa Schmuck   | 49,15   | 49,84   | 50,38   | 2:29,37 |
| 3     | FRG  | Angelika Dünhaupt | 49,34   | 49,88   | 50,34   | 2:29,56 |
| 4     | POL  | Helena Macher     | 49,55   | 50,02   | 50,48   | 2:30,05 |
| 5     | POL  | Jadwiga Damse     | 49,64   | 50,43   | 50,08   | 2:30,15 |
| 6     | TCH  | Dana Beldová      | 49,22   | 50,36   | 50,77   | 2:30,35 |
| 7     | POL  | Anna Mąka         | 49,69   | 50,05   | 50,66   | 2:30,40 |
| 8     | FRG  | Ute Gähler        | 49,78   | 49,93   | 50,71   | 2:30,42 |
| 9     | AUT  | Helene Thurner    | 49,64   | 50,15   | 50,71   | 2:30,50 |
| 10    | AUT  | Marlene Korthals  | 49,72   | 50,31   | 51,30   | 2:31,33 |
|       |      |                   |         |         |         |         |
| 15    | AUT  | Elfriede Wäger    | 51,93   | 50,44   | 52,04   | 2:34,41 |
| 21    | ITA  | Erica Prugger     | 61,90   | 50,91   | 51,40   | 2:44,21 |

1. und 2. Lauf: 11. Februar 1968, 08:45 Uhr 

3. Lauf: 13. Februar 1968, 10:00 Uhr
26 Teilnehmerinnen aus 10 Ländern, davon 21 in der Wertung.
Die vier Läufe waren ursprünglich an den gleichen Tagen geplant wie beim Einzelrennen der Männer (somit der erste und zweite Lauf am 8. Februar ab 8 h geplant).

Nach 2 Läufen lag Enderlein vor Müller, Lechner, Knösel. Schmuck, Dünhaupt, Macher, Beldová. Gähler und Maka; die Österreicherinnen nahmen die Plätze 11 (Thurner), 12 (Korthals) und 18 (Wäger) ein (siehe bitte Fußnote zu Herren-Einsitzer).

Ortrun Enderlein, Anna-Maria Müller und Angela Knösel aus der DDR lagen nach drei Läufen auf den Plätzen 1, 2 und 4. Kurz vor dem Start des dritten Laufs hatte der polnische Juryvorsitzende Lucjan Świderski eine Stichkontrolle durchgeführt, indem er etwas Schnee auf die Seitenfläche der Eiskante des Schlittens legte. Da dieser schmolz, schlussfolgerte Świderski, dass die Kufen ihrer Schlitten erhitzt worden seien. Dies war seit 1964 verboten, da durch das Erhitzen ein Zeitvorteil von rund einer halben Sekunde erzielt werden kann. Enderlein, Müller und Knösel wurden daraufhin von der Jury disqualifiziert. Da kein vierter Lauf mehr ausgetragen wurde, ging die Goldmedaille an Erika Lechner, während Christa Schmuck und Angelika Dünhaupt Silber und Bronze zugesprochen erhielten. 

### Doppelsitzer
Olympiasieger 1964: Josef Feistmantl, Manfred Stengl (AUT) / Weltmeister 1967: Klaus-Michael Bonsack, Thomas Köhler (GDR).

| Platz | Land | Sportler                             | 1. Lauf | 2. Lauf | Gesamt  |
| ----- | ---- | ------------------------------------ | ------- | ------- | ------- |
| 1     | DDR  | Klaus-Michael Bonsack, Thomas Köhler | 47,88   | 47,97   | 1:35,85 |
| 2     | AUT  | Manfred Schmid, Ewald Walch          | 48,16   | 48,18   | 1:36,34 |
| 3     | FRG  | Wolfgang Winkler, Fritz Nachmann     | 48,58   | 48,71   | 1:37,29 |
| 4     | FRG  | Hans Plenk, Bernhard Aschauer        | 48,70   | 48,91   | 1:37,41 |
| 5     | DDR  | Horst Hörnlein, Reinhard Bredow      | 48,80   | 49,01   | 1:37,81 |
| 6     | POL  | Zbigniew Gawior, Ryszard Gawior      | 49,01   | 48,84   | 1:37,85 |
| 7     | AUT  | Josef Feistmantl, Wilhelm Biechl     | 48,81   | 49,30   | 1:38,11 |
| 8     | ITA  | Giovanni Graber, Enrico Graber       | 49,01   | 49,14   | 1:38,15 |
| 9     | POL  | Lucjan Kudzia, Stanisław Paczka      | 49,09   | 49,08   | 1:38,17 |
| 10    | ITA  | Ernesto Mair, Siegfried Mair         | 49,10   | 49,57   | 1:38,67 |

1. und 2. Lauf: 18. Februar 1968, 08:00 Uhr
15 Teams aus 8 Ländern, davon 14 in der Wertung. Ursprünglich hätte der Wettbewerb am 15. Februar stattfinden sollen, doch konnte er wegen der warmen Temperaturen (die Bahn befand sich auch am 17. Februar weiterhin in einem desolaten Zustand, nicht einmal Trainings waren möglich gewesen) erst am letzten Wettkampftag (18. Februar) ausgetragen werden.